# Guerra di Creta
La guerra di Creta (205-200 a.C.) fu combattuta dal re Filippo V di Macedonia, la lega etolica, diverse città cretesi (tra cui Olous e Ierapetra) e i pirati spartani contro le forze di Rodi e in seguito Attalo I di Pergamo, Bisanzio, Cizico, Atene e Cnosso.
I Macedoni avevano appena concluso la prima guerra macedonica e Filippo, vedendo la possibilità di sconfiggere Rodi, formò un'alleanza con i pirati etoliani e spartani, che cominciarono a razziare le navi di Rodi. Filippo strinse anche una alleanza con diverse importanti città cretesi, come Ierapetra e Olous.
Con la flotta e l'economia di Rodi che soffrivano a causa delle razzie dei pirati, Filippo credeva che l'occasione per schiacciare Rodi fosse a portata di mano; per raggiungere il suo obiettivo, formò un'alleanza con il re dell'impero seleucide, Antioco III, contro Tolomeo V d'Egitto (l'impero seleucide e l'Egitto erano gli altri due stati appartenenti a dei diadochi). Filippo iniziò ad attaccare le terre di Tolomeo e gli alleati di Rodi in Tracia e nel mar di Marmara.
Nel 202 a.C. Rodi e i suoi alleati (Pergamo, Cizico, e Bisanzio) unirono le loro flotte e sconfissero Filippo nella battaglia di Chio; solo pochi mesi dopo, però, la flotta di Filippo sconfisse gli abitanti di Rodi a Lade. Mentre Filippo stava saccheggiando il territorio pergamese e attaccando le città della Caria, Attalo I di Pergamo andò ad Atene per cercare di creare un diversivo.
Egli riuscì ad ottenere l'alleanza con gli Ateniesi, che dichiararono subito guerra ai Macedoni. Il Re di Macedonia non poteva rimanere inattivo, quindi assalì Atene con la sua flotta e con un po' di fanteria; i Romani, però, gli intimarono di ritirarsi, minacciando di attaccarlo. Dopo esser stato sconfitto dalle flotte di Rodi e Pergamo, Filippo si ritirò, ma non prima di attaccare la città di Abido, nell'Ellesponto: essa cadde dopo un lungo assedio e la maggior parte dei suoi abitanti si suicidò.
Filippo respinse l'ultimatum romano di smettere di attaccare gli stati greci e i Romani dichiararono guerra alla Macedonia. Ciò lasciò le città cretesi senza alleati, e la più grande di esse, Cnosso, si schierò con Rodi. Di fronte a questa combinazione, sia Ierapetra e Olous si arresero e furono costrette a firmare un trattato favorevole a Rodi e a Cnosso.

## Antefatti
Nel 205 a.C. la prima guerra macedonica si concluse con la firma della pace di Fenice, secondo il quale i Macedoni non erano autorizzati ad espandersi verso ovest. Però Roma, all'epoca, era occupata con Cartagine, quindi Filippo V di Macedonia sperava di approfittarne per prendere il controllo del mondo greco: sapeva che le sue ambizioni sarebbero state aiutate da un'alleanza con Creta.
Dopo aver schiacciato Pergamo (lo Stato greco più importante dell'Asia Minore) e aver formato un'alleanza con l'Etolia, Filippo ormai aveva solo un avversario di rilievo: Rodi, uno Stato insulare che dominava il mar Mediterraneo sud-orientale economicamente e militarmente; formalmente era alleato di Filippo, ma anche del suo nemico, Roma.

## Pirateria e guerra
La pace di Fenice proibì a Filippo di espandersi verso ovest in Illiria o sul Mar Adriatico, quindi il re rivolse le sue attenzioni verso est fino al Mar Egeo, dove iniziò a costruire una grande flotta.

### Pirateria contro Rodi
Filippo vide due modi per mettere in difficoltà il predominio di Rodi sul mare: la pirateria e la guerra. Decise di utilizzare entrambi i metodi: incoraggiò i suoi alleati a iniziare gli attacchi dei pirati contro le navi di Rodi, convincendo anche i Cretesi (che erano stati coinvolti nella pirateria per lungo tempo), gli Etoli e gli Spartani a prendere parte alla pirateria.
I pirati, ai quali era stato promesso il grande bottino ricavato dai vascelli di Rodi catturati, accorsero in massa. Egli mandò il pirata etoliano Dicearco a fare una grande razzia attraverso l'Egeo, nel corso della quale egli saccheggiò le Cicladi e i territori di Rodi.
Alla fine del 205 a.C. Rodi era stata notevolmente indebolita da queste incursioni, quindi Filippo decise di andare avanti con la seconda parte del suo piano: il confronto militare diretto. Convinse le città di Ierapetra e Olous e altre città della parte orientale di Creta a dichiarare guerra a Rodi.
Rodi, ricevuta la dichiarazione di guerra, per prima cosa chiese aiuto alla Repubblica romana; i Romani, però, non volevano fare un'altra guerra, avendo appena concluso la seconda guerra punica, e anche il Senato romano non fu in grado di influenzare gli stanchi abitanti della città, anche dopo che Pergamo, Cizico e Bisanzio si erano uniti agli abitanti di Rodi.

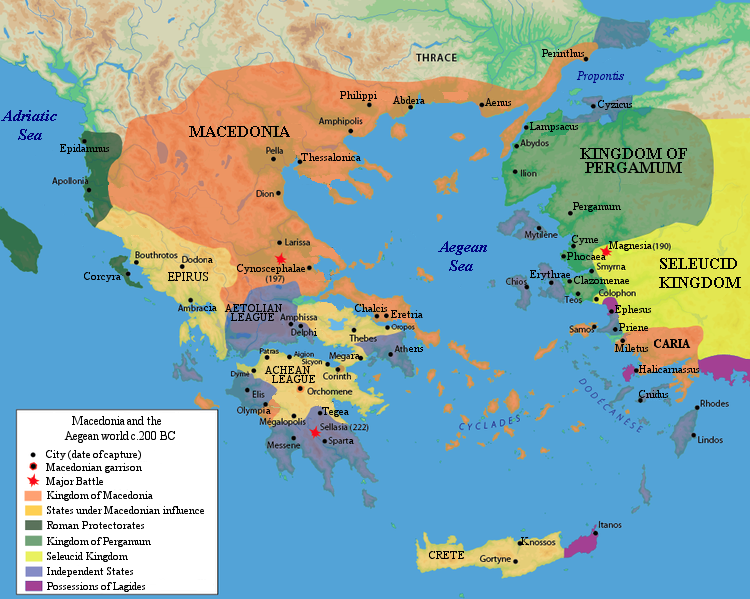
La Grecia e l'Egeo nel 200 a.C. circa.

### Filippo in Tracia
A questo punto Filippo provocò ulteriormente Rodi, catturando e radendo al suolo Cio e Mirlea, città greche sulla costa del mar di Marmara. Filippo poi consegnò queste città al cognato, il re di Bitinia Prusia I, che ricostruì e rinominò le città "Prusa" (in suo onore) e "Apamea" (in onore di sua moglie); in cambio di queste città, Prusia promise che avrebbe continuato ad espandere il suo regno a spese di Pergamo, colla quale aveva già combattuto fino a pochi anni prima.
L'attacco di queste città, però, fece infuriare gli Etoli, in quanto entrambe erano membri della Lega etolica; l'alleanza tra l'Etolia e la Macedonia era tenuta insieme solo dal timore che Filippo suscitava negli Etoli e questo incidente peggiorò il loro rapporto, già fragile.
Filippo poi attaccò e conquistò le città di Lisimachia e di Calcedonia, anche loro membri della Lega etolica, costringendole a rompere la loro alleanza con l'Etolia.
Sulla strada di casa, la flotta di Filippo si fermò presso l'isola di Taso, al largo della costa della Tracia. Il generale di Filippo Metrodoro andò alla capitale omonima dell'isola per incontrare gli emissari dalla città e i delegati dissero che avrebbero consegnato la città ai Macedoni solo a condizione di non ricevere un presidio, di non pagare tributi, di non dover contribuire con dei soldati all'esercito macedone e di continuare ad utilizzare le proprie leggi.
Metrodoro rispose che il re accettava i termini e i Tasiani aprirono le loro porte ai macedoni. Una volta all'interno delle mura, invece, Filippo ordinò ai suoi soldati di ridurre in schiavitù tutti i cittadini, che vennero poi venduti a distanza, e di saccheggiare la città.
Filippo poi concluse un trattato con Antioco III, re dell'Impero seleucide, sperando di dividere con lui la terra in possesso del regno tolemaico egiziano governato dal giovane faraone Tolomeo V. Filippo accettò di aiutare Antioco a impadronirsi dell'Egitto e di Cipro, mentre Antioco promise di aiutare Filippo a prendere il controllo di Cirene, delle Cicladi e della Ionia.
Concluso questo trattato, l'esercito di Filippo attaccò i territori di Tolomeo in Tracia. Poi la flotta macedone si diresse verso sud e prese l'isola di Samo, catturando la flotta egiziana lì stanziata; dopodiché si volse a nord, andando ad assediare l'isola di Chio.
Filippo stava progettando di utilizzare le isole dell'Egeo settentrionale come basi per attaccare Rodi, ma l'assedio di Chio non procedeva secondo i piani: le flotte combinate di Pergamo, Rodi e dei loro nuovi alleati, Cizico e Bisanzio, avevano bloccato con successo la sua flotta. Filippo, non vedendo altre opzioni, decise di rischiare, scontrandosi in battaglia con Rodi e gli altri.

### Battaglia di Chio
La flotta macedone, composta da circa 200 navi, era il doppio di quella alleata.
La battaglia iniziò quando Attalo, che comandava l'ala sinistra, avanzò contro l'ala destra macedone, mentre il fianco destro, suo alleato, comandata dall'ammiraglio Teofilisco, attaccò l'ala sinistra macedone.
I nemici della Macedonia presero il sopravvento sul loro fianco sinistro e catturarono la nave ammiraglia di Filippo; l'ammiraglio di Filippo, Democrate, fu ucciso in combattimento. Nel frattempo, sul fianco destro alleato, i macedoni stavano spingendo i Rodiani indietro. Teofilisco, combattendo sulla sua ammiraglia, ricevette tre ferite mortali, ma riuscì a radunare i suoi uomini e a sconfiggere gli abbordatori macedoni.
Sul fianco sinistro alleato Attalo vide una delle sue navi affondata dal nemico e quella accanto ad essa in pericolo, quindi decise di andar loro in soccorso con due quadriremi e la sua nave ammiraglia; Filippo, la cui nave non era stata coinvolta nei combattimenti fino a quel momento, vide però che Attalo si era allontanato un po' dalla sua flotta e andò ad attaccarlo con quattro quinqueremi e tre emiolie. Attalo, vedendo Filippo che si avvicinava, fuggì in preda al terrore e fu costretto a far incagliare le sue navi. Nell'incagliamento sparse monete, vesti di porpora e altri splendidi oggetti sul ponte della sua nave e fuggì verso la città di Eritre. Quando i Macedoni arrivarono a riva, si fermarono a raccogliere il bottino, mentre Filippo, pensando che Attalo fosse morto nell'inseguimento, iniziò a trainare a distanza l'ammiraglia pergamese.
La situazione sul fianco destro degli alleati, nel frattempo, si era invertita, e i Macedoni erano stati costretti a smettere di combattere e a ritirarsi, lasciando la possibilità agli abitanti di Rodi di trainare le loro navi danneggiate nel porto di Chio. Anche le parti sinistra e destra degli alleati avevano migliorato la loro posizione, costringendo i Macedoni a ritirarsi per poi tornare a Chio indisturbate.
La battaglia fu costosa per Filippo, che perse 99 navi (92 distrutte e 7 catturate); per quanto riguarda gli alleati, Pergamo perse 5 navi (3 distrutte, 2 catturate), Rodi solo 3 (tutte distrutte). Durante la battaglia i Macedoni persero anche 6 000 rematori e 3 000 marinai, mentre 2 000 uomini furono catturati; le perdite degli alleati furono significativamente più basse: furono uccisi solo 70 Pergamesi e 60 abitanti di Rodi, mentre furono catturati 600 uomini.
Peter Green descrive questa sconfitta come "paralizzante e costosa"; essa immobilizzò la flotta macedone e salvò le isole dell'Egeo da una seconda invasione.

### Battaglia di Lade
Dopo questa battaglia gli ammiragli di Rodi decisero di lasciare Chio e salpare verso casa; sulla via del ritorno l'ammiraglio Teofilisco morì a causa delle ferite riportate a Chio, ma prima di morire nominò Cleoneo come suo successore.
Mentre la flotta di Rodi navigava nello stretto tra Lade e Mileto sulla costa dell'Asia Minore, la flotta di Filippo li attaccò, sconfiggendola e costringendola a ritirarsi verso Rodi. I Milesi furono impressionati dalla vittoria ed inviarono a Filippo delle ghirlande quando entrò nel territorio di Mileto.

## Campagna in Asia Minore

### Filippo a Pergamo
Il re di Pergamo Attalo, prima di preparare una campagna contro la flotta di Filippo nel mar Egeo, aveva rafforzato le mura della sua capitale in vista di un assedio: con questa e altre precauzioni sperava di evitare che Filippo arrecasse troppi danni al suo regno. Quando Filippo, decidendo di attaccare Pergamo, arrivò davanti alla città col suo esercito, vide che c'erano poche sentinelle e mandò i suoi tiratori contro di essa, ma essi furono facilmente respinti.
Dopo aver distrutto alcuni templi, tra cui il tempio di Afrodite e il santuario di Atena Nicefora, Filippo, vedendo che le mura della città erano troppo resistenti, si ritirò.
Dopo aver conquistarono Tiatira, i Macedoni avanzarono per saccheggiare la piana di Tebe, ma il bottino si rivelò meno fruttuoso del previsto; quindi, una volta arrivato a Tebe, Filippo chiese del grano al governatore seleucide della regione, Zeusi, che però non gliene diede molto.

### Filippo a Bargilia
Filippo, deluso dal bottino ottenuto in Misia, procedette verso sud e saccheggiò le città della Caria. Per cominciare attaccò Prinasso, i cui abitanti all'inizio resistettero valorosamente; quando però Filippo, forte della sua artiglieria, mandò loro un ambasciatore per informarli che, se non avessero lasciato la città, sarebbero stati tutti uccisi, essi decisero di andarsene.
In questa fase della campagna, comunque, l'esercito di Filippo era a corto di cibo; perciò Filippo, quando si impadronì della città di Miunte, la diede ai Magneti in cambio di cibo, e, dal momento che la Magnesia non aveva grano, Filippo chiese abbastanza fichi da sfamare tutto il suo esercito.
Filippo poi conquistò velocemente le città di Iasos, Bargilia, Euromo e Pedasa; infine, cadde nelle sue mani anche Cauno, che prima era controllata da Rodi.
Mentre la flotta di Filippo stava svernando a Bargilia, le flotte di Rodi e Pergamo la bloccarono nel porto. La situazione macedone era così grave che essi stavano per cedere, ma Filippo riuscì ad uscire con l'inganno.
Mandò un disertore egiziano presso i nemici per dire che si stava preparando ad attaccare gli alleati il giorno successivo; appena appresa la notizia, Attalo e gli abitanti di Rodi cominciarono a preparare la flotta per l'attacco in arrivo, mentre Filippo, approfittando della confusione, portò via la flotta nella notte, lasciando numerosi falò che bruciavano per far credere di essere ancora in porto.

### Primo attacco ad Atene
Mentre Filippo era coinvolto in questa campagna, i suoi alleati Acarnani furono coinvolti in una guerra contro Atene, scoppiata per l'uccisione di due atleti acarnani da parte degli Ateniesi: gli Acarniani si lamentarono con Filippo di questa provocazione ed egli decise di inviare un contingente, comandato da Nicanor l'Elefante, per assisterli nel loro attacco all'Attica.
I Macedoni e i loro alleati depredarono e saccheggiarono l'Attica arrivando fino all'Accademia di Atene, dove gli ambasciatori romani in città ordinarono loro di ritirarsi, se non volevano che Roma intervenisse.
Appena uscito da Bargilia, Filippo ordinò che una squadriglia andasse verso Atene: lo squadrone macedone entrò nel Pireo e catturò quattro navi ateniesi; essi però, erano stati seguiti da una flotta alleata, di base ad Egina, che li sconfisse mentre si ritiravano, recuperando anche le navi ateniesi.
Gli Ateniesi furono così soddisfatti dal salvataggio che sostituirono le due tribù filo-macedoni recentemente abolite, Demetria e Antigonide, con la tribù Attalide, in onore di Attalo. Poco dopo gli alleati convinsero l'assemblea ateniese ad unirsi a loro contro i Macedoni.
La flotta di Pergamo tornò alla sua base di Egina e gli abitanti di Rodi riconquistarono tutte le isole dell'Egeo tranne Andro, Paro e Citno.
Filippo mandò sull'isola di Eubea il suo prefetto, Filocle, con 2 000 fanti e 200 cavalieri, ordinandogli di prendere Atene; questi, però, non ce la fece, limitandosi a saccheggiare la campagna circostante.

## Intervento romano

Mappa del Chersoneso Tracico

Nel frattempo le delegazioni alleate si recarono a Roma per comparire davanti al Senato. Quando fu data loro udienza, informarono il Senato del trattato tra Filippo e Antioco, lamentandosi degli attacchi di Filippo; in risposta i Romani inviarono in Egitto tre ambasciatori, Marco Emilio Lepido, Gaio Claudio Nerone e Publio Sempronio Tuditano, con l'ordine di andare a Rodi, dopo aver parlato con Tolomeo.
Mentre questo accadeva, Filippo attaccò e occupò le città di Maronea, Cypsela, Dorisco, Serreo ed Emo, che appartenevano a Tolomeo; i Macedoni poi avanzarono sul Chersoneso tracico, dove catturarono le città di Perinto, Sesto, Eleo, Alopeconneso, Callipoli e Madito.

### Assedio di Abido
Filippo poi scese verso la città di Abido, che era presidiata da una guarnigione alleata. Filippo iniziò l'assedio bloccando la città per terra e per mare, per fermare i tentativi di rafforzare o rifornire la città; gli abitanti della città, pieni di fiducia, colpirono alcune delle macchine d'assedio con le loro catapulte, mentre alcuni degli altri marchingegni di assedio di Filippo furono bruciati dai difensori; con le loro armi d'assedio a brandelli, i Macedoni cominciarono a scavare sotto le mura della città, riuscendo alla fine a far crollare la parete esterna.
La situazione per i difensori si aggravò notevolmente, quindi decisero di inviare due dei loro cittadini più importanti a Filippo come negoziatori; apparendo al cospetto di Filippo, questi uomini offrirono di consegnargli la città alla condizione che le guarnigioni alleate e i cittadini fossero autorizzati a lasciare la città coi vestiti che indossavano e il permesso di andare ovunque.
Filippo rispose che essi avrebbero dovuto "arrendersi senza condizioni o combattere come uomini"; gli ambasciatori, che non potevano fare di più, riportarono questa risposta in città.
Una volta informati, i capi della città convocarono un'assemblea per determinare la loro linea di condotta: decisero di liberare tutti gli schiavi per garantirsi la loro lealtà, di mettere tutti i bambini e le loro nutrici nella palestra e di portare tutte le donne nel tempio di Artemide; chiesero inoltre di mettere nelle barche degli abitanti di Rodi e Cizico tutto l'oro, l'argento e gli abiti preziosi. Cinquanta anziani e uomini di fiducia furono eletti per svolgere questi compiti e tutti i cittadini giurarono. Scrive Polibio:
Dopo aver recitato il giuramento, portarono avanti i sacerdoti e tutti giurarono che avrebbero sconfitto il nemico o sarebbero morti provandoci.
Quando la parete interna cadde, gli uomini, fedeli alla loro promessa, balzarono fuori dalle rovine e combatterono con grande coraggio, costringendo Filippo ad inviare le sue truppe più forti in avanti in prima linea. Al calar della notte i Macedoni si ritirarono al campo. Quella notte, comunque, gli abitanti decisero di salvare le donne e i bambini; perciò, all'alba, mandarono alcuni sacerdoti e sacerdotesse con una ghirlanda ai Macedoni, cedendo la città a Filippo.
Nel frattempo Attalo attraversava l'Egeo, diretto Tenedo.
Il più giovane degli ambasciatori romani, Marco Emilio Lepido, aveva sentito parlare dell'assedio di Abido mentre era a Rodi, quindi ci andò per trovare Filippo; quando lo incontrò, fuori dalla città, lo informò della volontà del Senato. Polibio scrive:
Quando Filippo si ribellò, cercando di dimostrare che gli abitanti di Rodi erano stati i primi ad attaccarlo, Marco lo interruppe dicendo: "Ma che dire degli Ateniesi? E degli abitanti di Cio? E degli abitanti di Abido, in questo momento? Qualcuno di loro ti attaccò per primo?" Il re, cercando di rispondere, disse: "Io perdono l'offensiva superbia dei tuoi modi per tre motivi: primo, perché sei un uomo giovane e inesperto negli affari; secondo, perché tu sei l'uomo più bello del tuo tempo" (questo era vero); "e terzo, perché sei un romano. Ma per quanto mi riguarda, la mia prima richiesta ai Romani è che non devono rompere i trattati o combattermi; ma se lo fanno, dovrò difendermi con tutto il mio coraggio, facendo appello agli dei per difendere la mia causa."»
Mentre Filippo camminava per Abido, vide delle persone uccidere sé stesse e le proprie famiglie accoltellandosi, bruciandosi, impiccandosi e saltando nei pozzi o dai tetti. Filippo fu sorpreso di vedere ciò, e proclamò un decreto col quale "una grazia di tre giorni a coloro che volevano impiccarsi o accoltellarsi." Gli abitanti di Abido, ricordando il decreto originale, decisero di uccidersi per rispettare coloro che erano già morti nei combattimenti: a parte quelli in catene, ogni famiglia si affrettò a morire.

### Secondo attacco ad Atene
Poi Filippo ordinò di attaccare nuovamente Atene; il suo esercito non riuscì a prendere né Atene né Eleusi, ma sottopose l'Attica alla peggior razzia che gli abitanti avevano visto dopo la guerre persiane. In risposta, i Romani dichiararono guerra a Filippo e invasero i suoi territori in Illiria: Filippo fu costretto ad abbandonare la sua campagna contro Rodi e Pergamo per tener testa ai Romani. Iniziava così la seconda guerra macedonica.
Dopo la ritirata di Filippo, gli abitanti di Rodi furono liberi di attaccare Olous, Ierapetra e le altre città cretesi. Cnosso, vedendo che Rodi stava per vincere, si unì a Rodi, sperando di guadagnare la supremazia sull'isola; nei mesi successivi varie città del centro dell'isola la imitarono. Ora sotto attacco su due fronti, Ierapetra si arrese.

## Conclusione

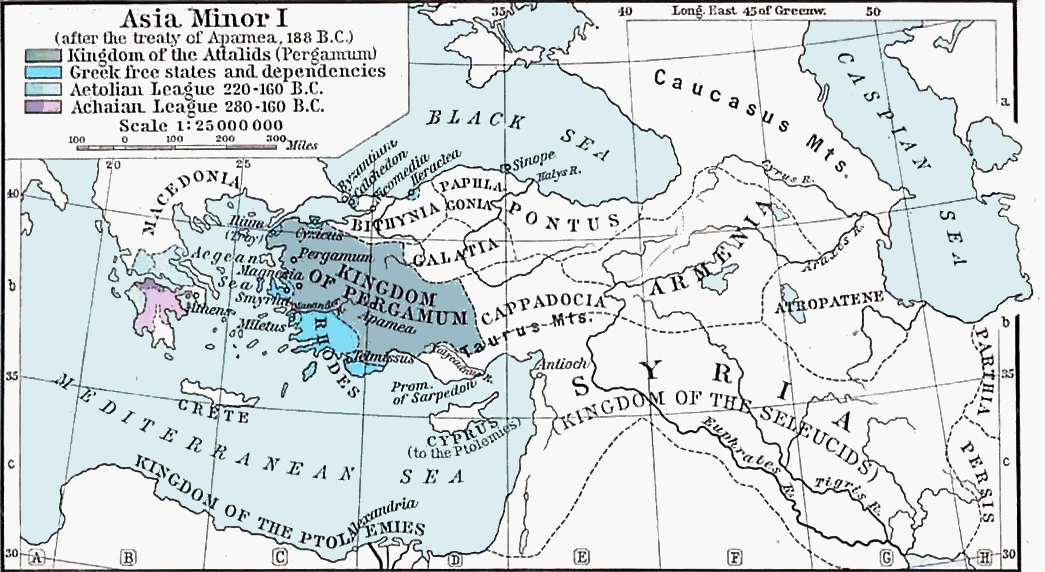
Una mappa dell'Egeo poco dopo la fine della guerra

In base al trattato firmato a conclusione della guerra, Ierapetra accettò di rompere tutte le relazioni e le alleanze con le potenze straniere e di mettere tutti i suoi porti e le sue basi a disposizione di Rodi. Olous, distrutta, dovette accettare anch'essa il dominio di Rodi.
Alla fine Rodi ottenne il controllo di gran parte dell'est di Creta. Inoltre, la conclusione della guerra permise agli abitanti di Rodi di aiutare i loro alleati nella seconda guerra macedonica.
La guerra non ebbe particolari effetti a breve termine sul resto di Creta: dopo la fine del conflitto, pirati e mercenari continuarono a svolgere le loro vecchie occupazioni. Tre anni più tardi, nella battaglia di Cinocefale, durante la seconda guerra macedone, gli arcieri mercenari cretesi combattevano sia per i Romani che per i Macedoni.
La guerra fu costosa per Filippo e per i Macedoni, che persero una flotta costruita in tre anni e, soprattutto, i loro alleati greci, la lega etolica e la lega achea, che passarono dalla parte dei Romani.
Nel periodo immediatamente successivo della guerra la tribù barbara dei Dardani tentarono senza successo di sfondare il confine settentrionale della Macedonia; nel 197, però, Filippo fu sconfitto dai Romani nella battaglia di Cinocefale e costretto alla resa. Questa sconfitta costò a Filippo la maggior parte del suo territorio al di fuori della Macedonia e ben 1 000 talenti d'argento, pagati ai Romani.
Gli abitanti di Rodi riguadagnarono il controllo sulle Cicladi e riconfermarono la loro supremazia navale sul mar Egeo; il possesso dell'est di Creta permise loro di debellare gran parte della pirateria fuori da quella zona, ma gli attacchi dei pirati continuarono, portando alla seconda guerra di Creta.
Attalo morì nel 197 e gli successe il figlio, Eumene II, che continuò la politica anti-macedone di suo padre; nel frattempo, però, dopo aver guadagnato diverse isole del Mar Egeo che prima erano di Filippo, uscì dalla guerra e continuò ad espandere il suo regno, la cui potenza era paragonabile solo a quello di Antioco.